# Cagnaccio di San Pietro

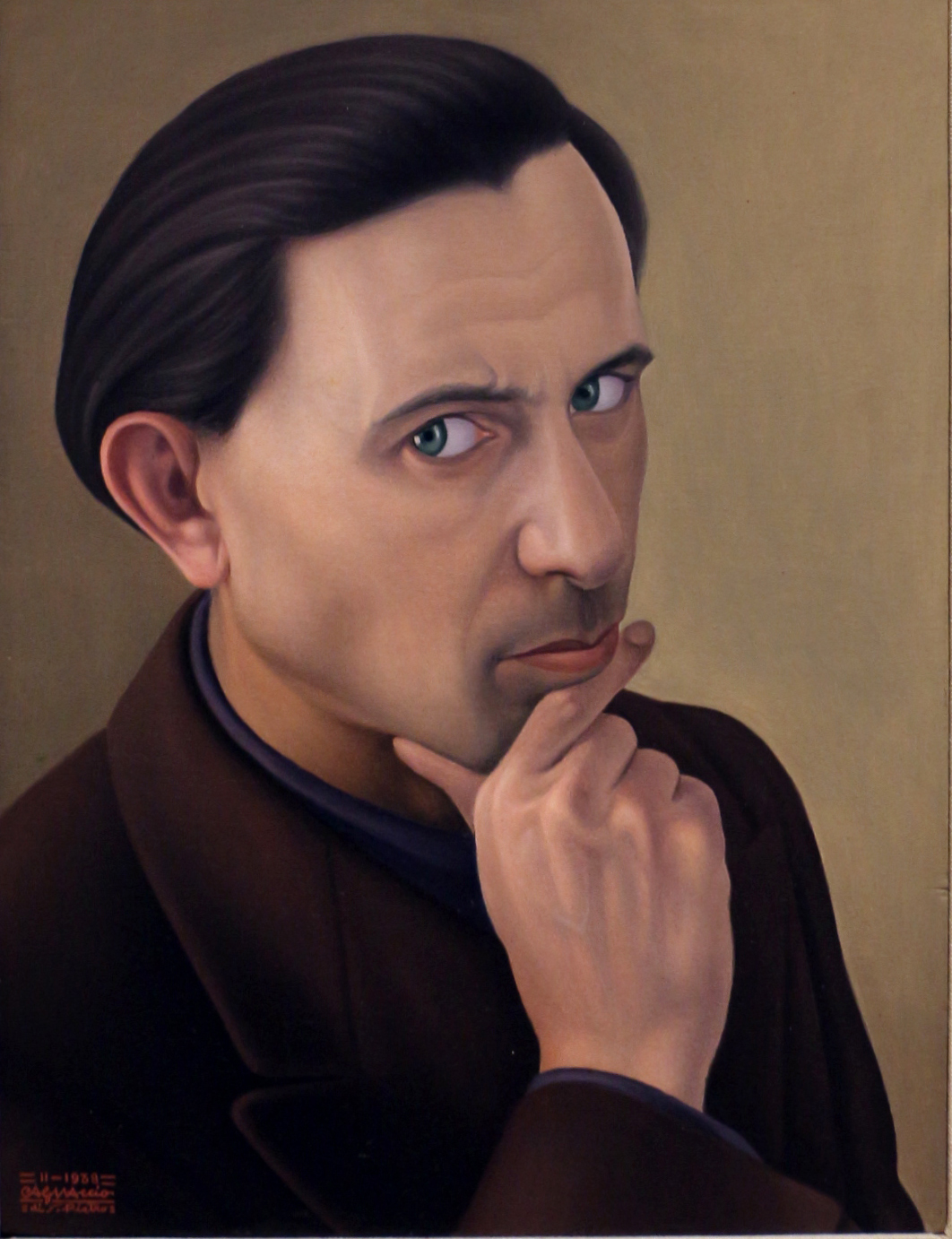
Autoritratto (1938), Ca' Pesaro

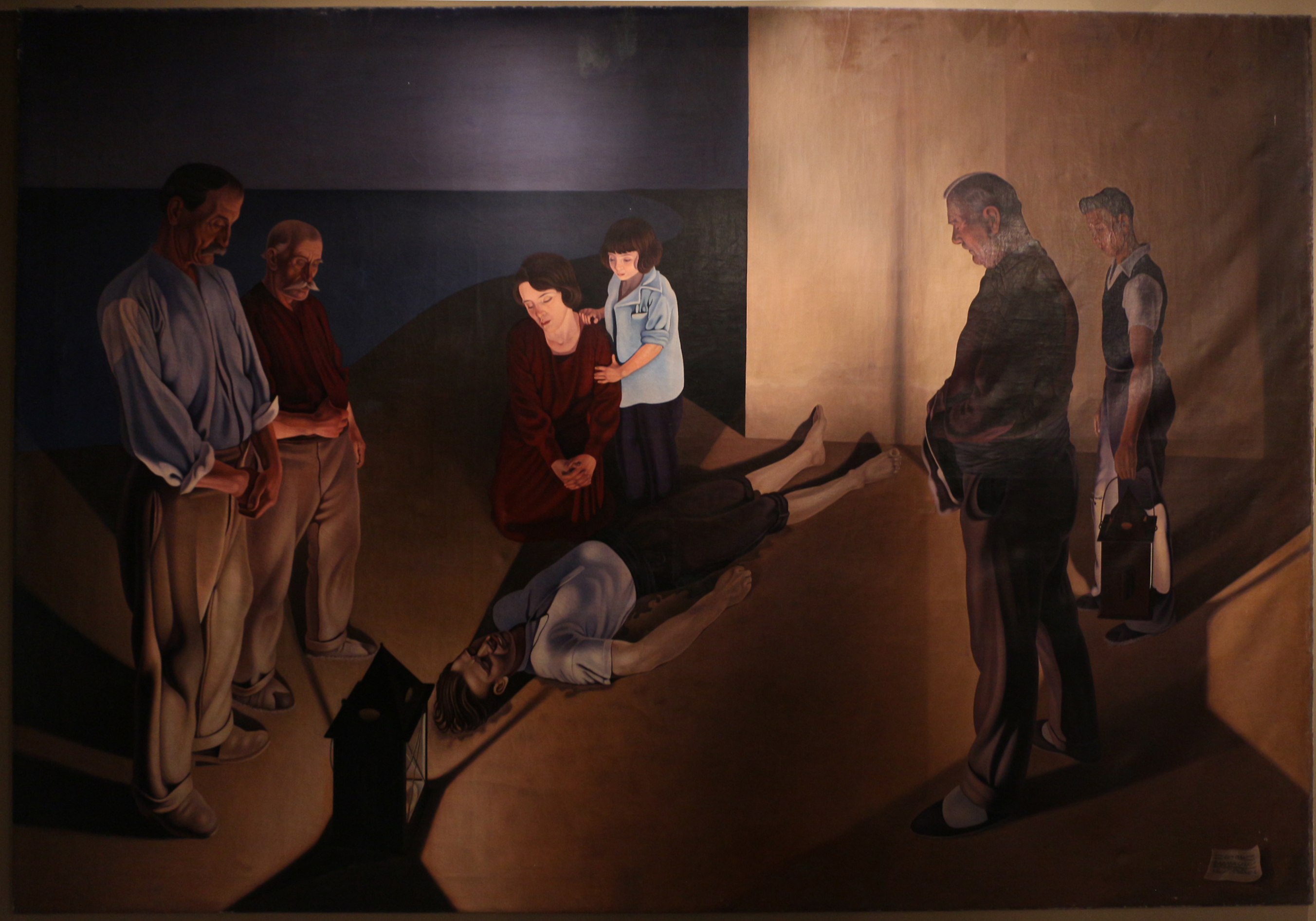
I Naufraghi

Natale Bentivoglio Scarpa conocido como Cagnaccio di San Pietro (Desenzano del Garda 14 de enero de 1897 – Venecia, 29 de mayo de 1946), fue un pintor italiano. 
Se formó en la Academia de Bellas Artes de Venecia, donde estudió con Ettore Tito. Sus primeras pinturas se encuadraron dentro de la corriente Futurista. Sin embargo en la década de los veinte comenzó a adoptar un estilo realista. Su obra incluye desnudos, retratos y escenas de la vida cotidiana, imbuidas de lo que posteriormente se conoció como Realismo mágico italiano. En 1924 y en 1930 expuso en la Bienal de Venecia.
Su obra más famosa es Después de la orgía (Dopo l’orgia) de 1928 donde se muestra una habitación en la que tres mujeres desnudas duermen en el suelo, en posturas relajadas. 

## Obras
- Donna allo specchio 1925
- La ragazza e lo specchio 1932
- Preghiera 1932
- Natura morta con astice e rovanelli 1938
- Natura morta con granceole e limone 1939
- Frutta sulla tovaglia a quadri 1946.